# Hétérosis
Pour l’article homonyme, voir théorie des cordes pour les cordes hétérosiques en physique.
Ne doit pas être confondu avec Avantage hétérozygote.
En biologie de l'évolution, l'hétérosis (du grec ancien heterosis, « changement ») désigne l'augmentation des capacités et ou de la vigueur d'un hybride par rapport aux parents, qu'il s'agisse d'espèces différentes, de populations, ou de lignées pures (homozygotes). La qualité de l'hybride obtenu dépend des qualités hétérotiques conjointes des parents sélectionnés.

Imagerie temporelle de deux lignées de maïs et de leur hybride F1 (au milieu) présentant une hétérosis.

L'effet d'hétérosis, nommé également vigueur hybride, se traduit par un gain de performances (ou plus exactement une annulation des « tares » des lignées « pures ») qui résulte du brassage des différents allèles des différentes lignées.
L'effet d'hétérosis désigne l’accroissement particulièrement prononcé de la performance des individus hybrides ou métis. Cet effet est exploité en sélection animale et en sélection végétale. On parlera d’effet d'hétérosis lorsque la génération hybride F1 présente des performances supérieures à la performance moyenne de la génération parente P, homozygote ou non.

## Histoire
En 1909, Edward Murray East (en) découvre que le croisement de deux lignées pures de maïs donne une descendance à forte vigueur.
Le terme « hétérosis » est inventé en 1914 par le scientifique George Harrison Shull, qui élargit la théorie de son rival Edward Murray East (en), en y voyant non un effet génétique, mais une « stimulation physiologique » due à l'état hétérozygote. À l'heure actuelle, le mécanisme de la « stimulation physiologique » de East et Shull n'a jamais été identifié. C'est pourquoi l'explication génétique par annulation des « tares » des lignées « pures » reste la plus probable. Cette dernière explique notamment pourquoi l'effet hétérosis est d'autant plus grand que les populations de départ sont éloignées génétiquement.
Il faut attendre 1917 pour qu'un troisième chercheur, Donald F. Jones, élève de East, mette au point des hybrides doubles, la technique consiste à faire deux étages de croisement. On part de quatre lignées pures AA, BB, CC, DD. On fait d'abord des « hybrides » simples (des plantes de maïs ordinaires) AB, AC, AD, BC, BD et CD. Puis on croise chacune de ces plantes deux à deux, par exemple AB et BD. On castre la plante porte-semence AB de façon à s'assurer qu'elle sera fécondée par la plante BD. On récolte alors les semences sur la plante AB, c'est-à-dire sur une plante ordinaire, qui a récupéré sa vigueur et produit donc économiquement des semences. La réussite de Jones en 1918 est miraculeuse : « Jones aurait dû consacrer une vie entière à trouver une combinaison qui s'alliait avec la même perfection que son premier croisement entre les hybrides simples Burr et Leaming. La pièce de monnaie était retombée sur la tranche » (Crabb 1987 :86). Sans le savoir Jones a combiné dans ses hybrides doubles des pools de gènes différents — des populations de maïs différentes et retrouvé une technique d'amélioration proposée dès 1870 par Beal à l'Université du Michigan ! Les « hybrideurs » mettront une dizaine d'années à comprendre que c'est ce qu'ils doivent faire.
Le secrétaire à l’agriculture Henry Cantwell Wallace décide en février 1922 que « l’hybridation » sera la voie exclusive d’amélioration du maïs. Il agit à l’instigation de son fils Henry Agard Wallace, sélectionneur et producteur de semences de maïs, futur secrétaire à l’agriculture de Roosevelt en 1933 et fondateur en 1926 de Pioneer, la plus grande entreprise de « semences ». Le jeune Wallace est impressionné par la science nouvelle de la génétique et les perspectives de manipulations du vivant qu’elle ouvre. En 1946, il compare la puissance de l’hétérosis à celle de la bombe atomique.
Entre 1935 et 1945, le pourcentage de la superficie semée en hybrides aux États-Unis passe de 1 à 88 %.

## Hétérosis en agriculture
Le terme d'hétérosis est utilisé par les partisans de l'hybridation comme par les adversaires de toute hybridation :
- les premiers (Lyssenko, Prezent) affirmaient que toute hybridation est nécessairement positive et implique nécessairement un accroissement du rendement. Cette interprétation de l'hétérosis a entraîné une diminution, par dissémination, du nombre de variétés pures de bovins et de semences de blé ainsi qu'une diminution des rendements agricoles soviétiques[2] ;
- les seconds, partant d'une lecture étroite des lois de Mendel, considèrent l'hétérosis comme une perte de temps, et préconisent une sélection continue sans hybridation au motif que, en cas d'apparitions de tares dans la population sélectionnée, il est toujours possible d'ajouter aux critères de sélection, l'élimination des éléments tarés.

Chez les céréales, comme le maïs ou le seigle, l'effet d'hétérosis conduit à une forte augmentation du rendement potentiel, sous réserve que les conditions réelles de production permettent à ce potentiel de s'exprimer pleinement. L'utilisation d'hybride F1 dans la production du maïs aurait contribué à multiplier le rendement moyen par 5,7 en France entre 1950 et 2000 (de 15 à 86 q/ha).
Le recours à l'hybridation en agriculture a considérablement augmenté dans les dernières décennies, en particulier chez les plantes potagères. En 1995, plus de 80 % des variétés de brocoli, de tomate et de chou étaient issues d'hybrides de variétés plus anciennes. Outre leurs performances accrues, ces hybrides présentent une plus grande homogénéité que les souches parentes : les plantes issues du croisement de deux lignées pures et sélectionnées du fait de leur vigueur hybride ont elles-mêmes fait l'objet d'une sélection tellement intensive qu'elles sont désormais génétiquement identiques.  
Parents :
```
               A-B-C-d-e-f         a-b-c-D-E-F
               A-B-C-d-e-f    X    a-b-c-D-E-F
 
phénotype
 :
               A-B-C-d-e-f    X    a-b-c-D-E-F 
```

```
F1 :
               A-B-C-d-e-f
               a-b-c-D-E-F
phénotype :
               A-B-C-D-E-F
```

### Intérêt de l'hétérosis
Les variétés hybrides valorisant cet effet d'hétérosis montrent une plus forte tolérance aux stress et s'avèrent intéressantes pour atténuer les effets du changement climatique, dans certaines cultures.

### Obtention d'une lignée «pure»
L'effet d'hétérosis a besoin pour être mis en œuvre, d'au moins deux variétés, races ou lignées distinctes et relativement éloignées. La pureté de ces lignées permet de bien maitriser les caractères des produits hybrides, et d'assurer leur régularité.
Une lignée est réputée « pure », lorsqu'elle tend vers l'homozygotie : pour chaque gène, les deux allèles sont identiques. L'avantage d'une lignée « pure » est que sa descendance est homologue et donc prévisible. Son inconvénient est de multiplier les risques d'apparition de « tares ».
On obtient en effet une lignée « pure » en reproduisant une population restreinte sur elle-même pendant plusieurs générations. Pour les animaux on parle de consanguinité. Il s'ensuit une possible dérive génétique et une dépression hybride qui pourra être levée à l'occasion d'un brassage de population.